# Bandera de Trinidad y Tobago
La bandera de la República de Trinidad y Tobago fue adoptada al independizarse del Reino Unido el 31 de agosto de 1962. Diseñada por Carlisle Chang (1921-2001), la bandera de Trinidad y Tobago fue elegida por el comité de independencia de 1962.

## Construcción
La anchura de los bordes blancos es 1⁄30 de la longitud de la bandera y el ancho de la franja negra es 2⁄15. La anchura de las tres bandas juntas es de 1⁄5 de la longitud.
|                                    |
| Hoja de construcción de la bandera |

### Colores
La bandera se compone de 3 colores. Sus códigos RGB, HTML Y CMYK están en la siguiente tabla.
| Color (Denominación) | RGB | RGB | RGB | Colores web | Cuatricromía (CMYK) | Cuatricromía (CMYK) | Cuatricromía (CMYK) | Cuatricromía (CMYK) |
| Color (Denominación) | R   | G   | B   | Código HTML | Cian                | Magenta             | Amarillo            | Negro               |
| -------------------- | --- | --- | --- | ----------- | ------------------- | ------------------- | ------------------- | ------------------- |
| Rojo (Crimson)       | 218 | 26  | 53  | #DA1A35     | 0%                  | 88%                 | 76%                 | 15%                 |
| Blanco               | 255 | 255 | 255 | #FFFFFF     | 0%                  | 0%                  | 0%                  | 0%                  |
| Negro                | 0   | 0   | 0   | #000000     | 0%                  | 0%                  | 0%                  | 100%                |

## Simbolismo
La interpretación textual del gobierno trinitense es la siguiente:
El rojo es el color más expresivo de nuestro país.  Representa la vitalidad de la tierra y de sus gentes; es el calor y la energía del sol, el valor y la amabilidad de la gente.
El blanco es el mar por el que están unidas estas tierras: la cuna de nuestra herencia; la pureza de nuestras aspiraciones y la igualdad de todos los hombres y mujeres bajo el sol.
El negro representa para nosotros la dedicación del pueblo unido por un fuerte vínculo. Es el color de la fuerza, de la unidad, del propósito y de la riqueza de la tierra. 

Los colores elegidos representan los elementos Tierra, Agua y Fuego que abarcan todo nuestro pasado, presente y futuro y nos inspiran como un pueblo unido, vital, libre y dedicado.
Los dos triángulos que se forman representan las dos islas principales que componen el país: Trinidad y Tobago.

## Otras banderas

Bandera naval
Bandera presidencial
Bandera del Primer Ministro

### Banderas históricas

Bandera usada entre 1793 y 1795.
Bandera colonial (1889-1958) Proporción: 1:2
Enseña roja de Trinidad y Tobago (1889-1958)
Bandera colonial (1958-1962) Proporción: 1:2
Bandera de la Federación de las Indias Occidentales (enero de 1958 - mayo de 1962)
Estandarte de la Reina Isabel II en Trinidad y Tobago (1962-1976)
Bandera del Gobernador general (las palabras "Trinidad & Tobago" aparecían en la cinta) usada desde 1962 hasta 1976.

## Regulaciones y uso

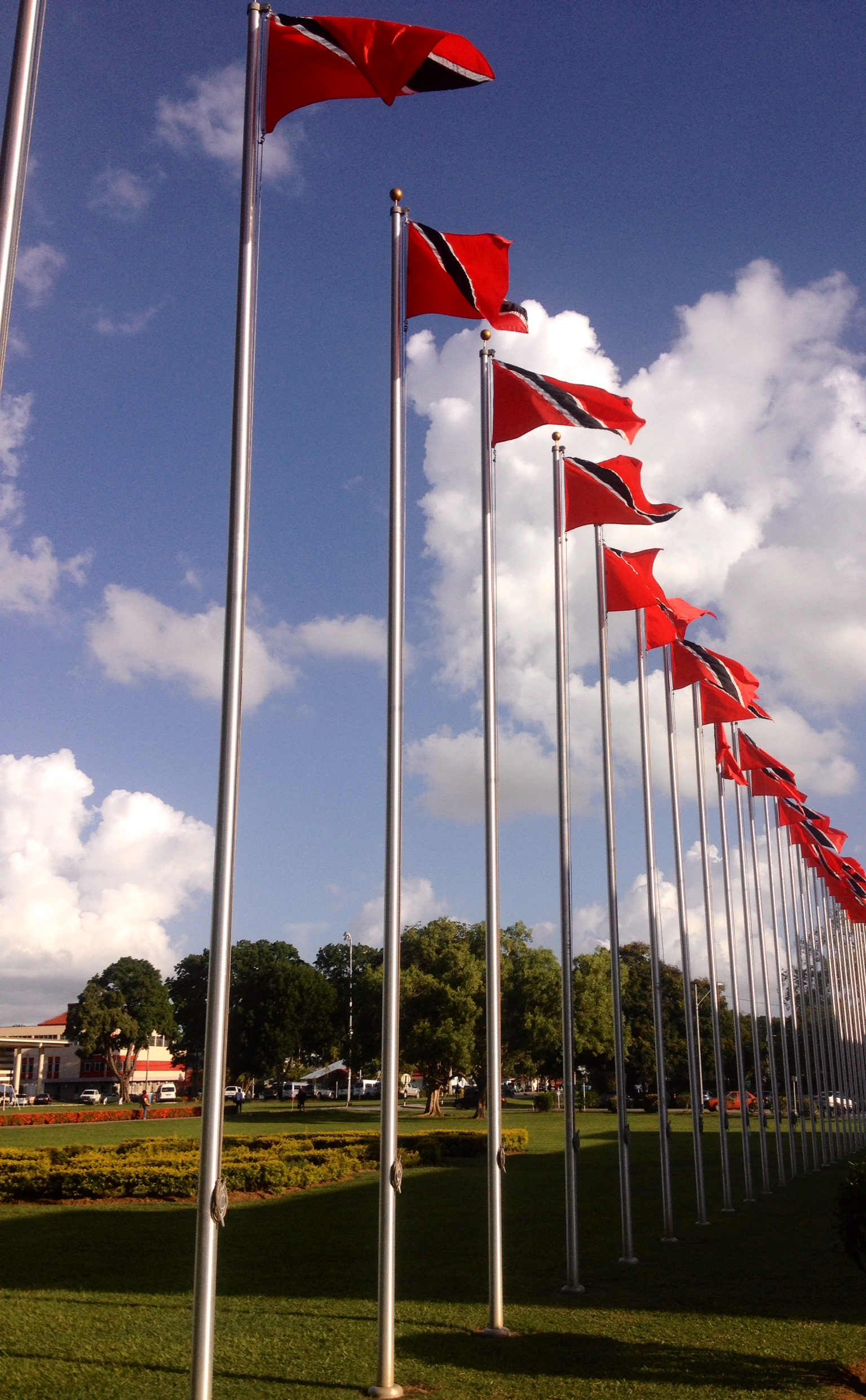
Banderas de Trinidad ondeando en el campus de la Universidad de las Indias Occidentales.

La bandera de Trinidad y Tobago, está reglamentada por medio de varios decretos:
- Sus dimensiones deben ser de 5:3, excepto para los guardacostas y los barcos en el mar, donde la proporción es de 2:1. Las franjas deben ser 1/5 de la dimensión de la bandera.
- La ley prohíbe colocar en la Bandera Nacional cualquier cosa que pueda desfigurarla, por ejemplo, escritos, dibujos, etc. La única bandera que está autorizada a tener alguna marca es la del color del regimiento, que lleva un escudo dorado y es utilizada por el Presidente de la República.
- Cuando se ondea, la bandera nacional debe estar siempre en el extremo izquierdo de todas las demás banderas y al mismo nivel que las demás.
- Es necesario adquirir una licencia para reproducir y vender la Bandera Nacional.
- Las aduanas están facultadas para confiscar las banderas nacionales no autorizadas e incoherentes que entren en el país.